# Rudolf Haym
Rudolf Haym (ur. 5 października 1821 w Zielonej Górze (Grünberg in Schlesien)  – zm. 27 sierpnia 1901 w St. Anton am Arlberg) – niemiecki historyk filozofii i literatury.
Pochodził z rodziny protestanckiej, która do Zielonej Góry na Śląsku przywędrowała z Czech. Dzieciństwo i młodość spędził w Zielonej Górze, gdzie urodził się w budynku pierwszej Szkoły Miejskiej (obecnie ul. Lisowskiego 3), gdzie jego ojciec był wicedyrektorem. Studiował filozofię i teologię w Halle i Berlinie. Był zwolennikiem pozytywizmu i krytykiem G.Hegla. W 1848 był członkiem Parlamentu frankfurckiego, a od 1866 posłem do parlamentu pruskiego. Od 1851 wykładał literaturę i filozofię na Uniwersytecie w Halle, gdzie w 1860 roku został profesorem, a w 1873 rektorem.
W związku ze swoją pracą "Hegel i jego czasy" (niem. Hegel und seine Zeit) jest uważany za twórcę podziału na tzw. prawicę i lewicę heglowską.